# Sarona kane
Sarona kane är en insektsart som beskrevs av Asquith 1994. Sarona kane ingår i släktet Sarona och familjen ängsskinnbaggar. Inga underarter finns listade i Catalogue of Life.